# Makarje (rejon kotielnicki)
Makarje (ros. Макарье) – wieś (sieło) w Rosji, w obwodzie kirowskim, w rejonie kotielnickim. W 2010 liczyła 1033 mieszkańców.